# Stamnodes costimacula
Stamnodes costimacula là một loài bướm đêm trong họ Geometridae.